# Giuseppe Mario Boidi
Giuseppe Mario Boidi (Senigallia, 20 novembre 1893 – 16 ottobre 1982) è stato un politico italiano.
Avvocato di professione, ricoprì il ruolo di segretario provinciale della Democrazia Cristiana di Pesaro, e fu consigliere comunale della città di Fano dal 1946 al 1965. Venne eletto dalla I alla III legislatura della Repubblica Italiana nelle file della Democrazia Cristiana. Nella I subentrò come primo dei non eletti alla dimissionaria Maria Pucci.